# Pardosa paramushirensis
Pardosa paramushirensis är en spindelart som först beskrevs av Nakatsudi 1937.  Pardosa paramushirensis ingår i släktet Pardosa och familjen vargspindlar. Inga underarter finns listade i Catalogue of Life.